# Maxence Fermine
Maxence Fermine, né le 17 mars 1968 à Albertville, est un écrivain français.

## Biographie
Maxence Fermine a vécu à Paris, puis en Afrique où il a travaillé dans un bureau d'études en Tunisie. Il vit aujourd'hui en Savoie avec sa femme et ses deux filles. Après le succès de Neige (traduit en 20 langues), il se consacre entièrement à l'écriture et enchaîne les romans et les voyages. Ses romans sont traduits dans de nombreux pays dont l’Italie, où il rencontre un grand succès. Il collabore depuis 2010, avec la revue Alpes Magazine. Neige est son plus gros succès.